# Maxime Puech

a Compétitions nationales et continentales officielles uniquement.

b Matchs officiels uniquement.
Maxime Puech, né le 16 mars 1994 à Albi, est un joueur de rugby à XIII français évoluant au poste de troisième ligne, de deuxième ligne ou de pilier dans les années 2010 et 2020. Formé à Villefranche d’Albi et Réalmont, il rejoint en juniors le club de Toulouse, il intègre l'équipe première en 2014 prenant part au titre de Championnat de France en 2015. Il poursuit sa carrière à Toulouse et y dispute la League 1 puis la Championship qu'il remporte en 2021.
Il est sélectionné en équipe de France pour prendre part à une rencontre amicale contre l'Angleterre le 24 octobre 2021.

## Palmarès
- Collectif : 
  - Vainqueur du Championnat de France : 2015 (Toulouse) et 2025 (Albi).
  - Vainqueur du Championship : 2021 (Toulouse).
  - Finaliste du Championnat de France : 2024 (Albi).
  - Finaliste de la Coupe de France : 2023 et 2025 (Albi).

## Détails en sélection
| 1. | 24 octobre 2021 | Angleterre | 10-30 | Test-match     | Remplaçant | - | - | - | - |
| 2. | 30 octobre 2022 | Samoa      | 4-62  | Coupe du monde | Remplaçant | - | - | - | - |

### Détails en club
| Saison    | Club                    | Compétition           | Matchs | Points | Essais | Buts | Drop |
| --------- | ----------------------- | --------------------- | ------ | ------ | ------ | ---- | ---- |
| 2016      | Toulouse olympique XIII | League 1              | 22     | 4      | 1      | -    | -    |
| 2017      | Toulouse olympique XIII | Championship          | 26     | 8      | 2      | -    | -    |
| 2018      | Toulouse olympique XIII | Championship          | 23     | 12     | 3      | -    | -    |
| 2019      | Toulouse olympique XIII | Championship          | 18     | -      | -      | -    | -    |
| 2020      | Toulouse olympique XIII | Championship          | 4      | -      | -      | -    | -    |
| 2021      | Toulouse olympique XIII | Championship          | 6      | -      | -      | -    | -    |
| 2022      | Toulouse olympique XIII | Super League          | 17     | -      | -      | -    | -    |
| 2022-2023 | Albi XIII               | Championnat de France | -      | -      | -      | -    | -    |